# Castillo de Alhambra
El castillo de Alhambra es una fortaleza militar situada en el municipio español de Alhambra, perteneciente a la provincia de Ciudad Real, en Castilla-La Mancha.

## Historia

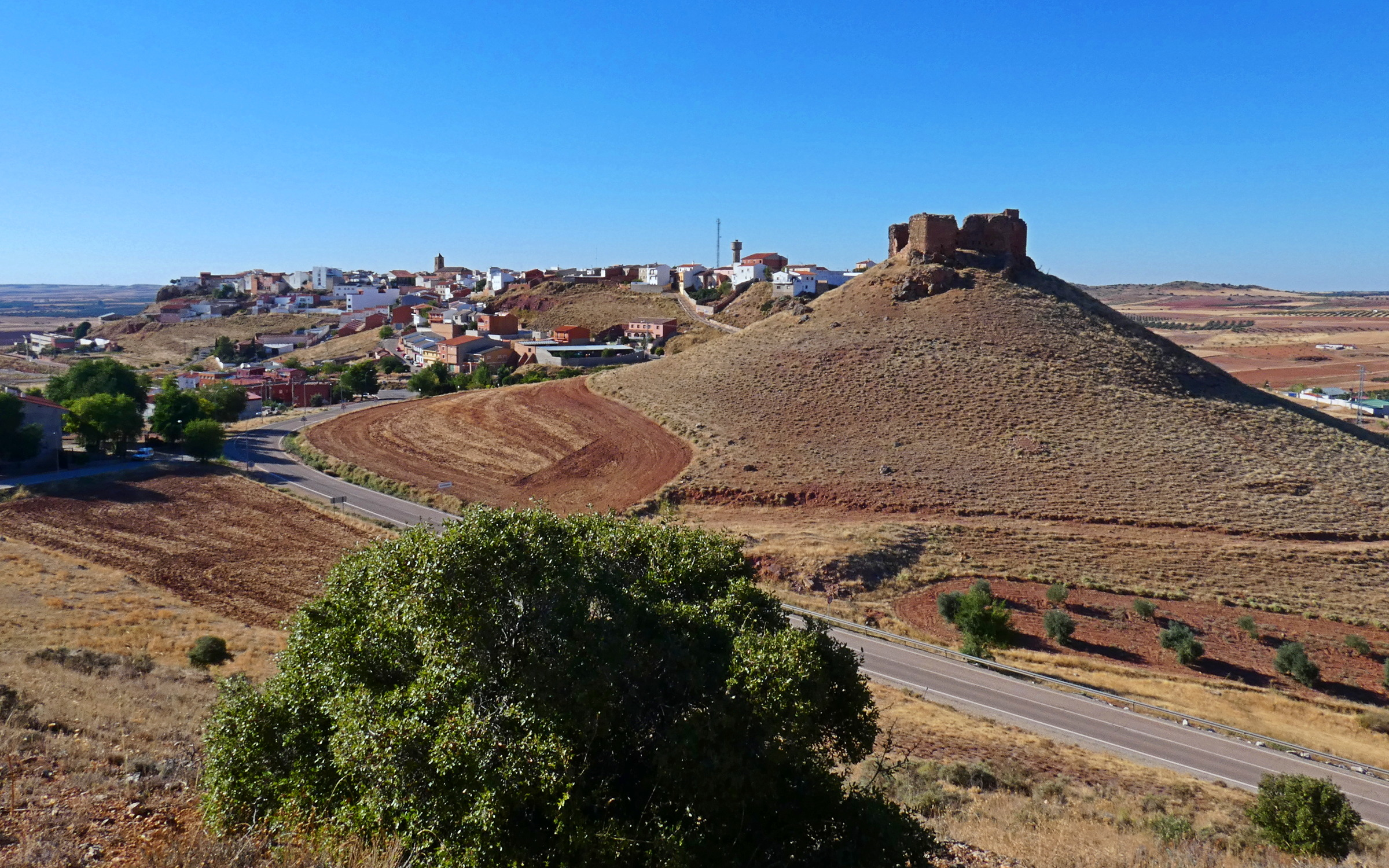
Alhambra y el castillo

Se cree que el castillo de Alhambra puede tener origen Omeya, si bien los restos conservados pertenecen a partir del siglo XIII. Poco después de 1085, una vez tomada Toledo, ya hubo batallas en las cercanías de Alhambra. Alfonso VII conquistó el castillo a mediados del siglo XII, y Fernando II lo dio a la Orden de Monte Gaudio, siendo confirmada esta donación por Alejandro III en 1180.
Tras la batalla de Alarcos, en 1195, se perdió frente al empuje bereber, como toda la región manchega y buena parte de la transierra castellana. Pero en 1212 la recuperó Alfonso VIII tras la batalla de las Navas de Tolosa. Debió ocuparse concretamente en 1213, tras la toma de Eznavexore.
Alfonso VIII entregó, el 3 de junio de 1214, esta fortaleza a la Orden de Santiago, posesión confirmada en 1223 por una bula papal. El alfoz se fue reduciendo posteriormente, y así una buena parte del alfoz de Alhambra pasó a poder de la Orden de Calatrava y otra a la de San Juan. Tras aquella partición y el debilitamiento consiguiente del territorio aforado de Alhambra, perdió importancia estratégica en beneficio de otros entornos y fortalezas, iniciando su progresiva ruina.
La forma poligonal que hoy día puede apreciarse se debe al conde Álvaro Núñez de Lara.

## Descripción

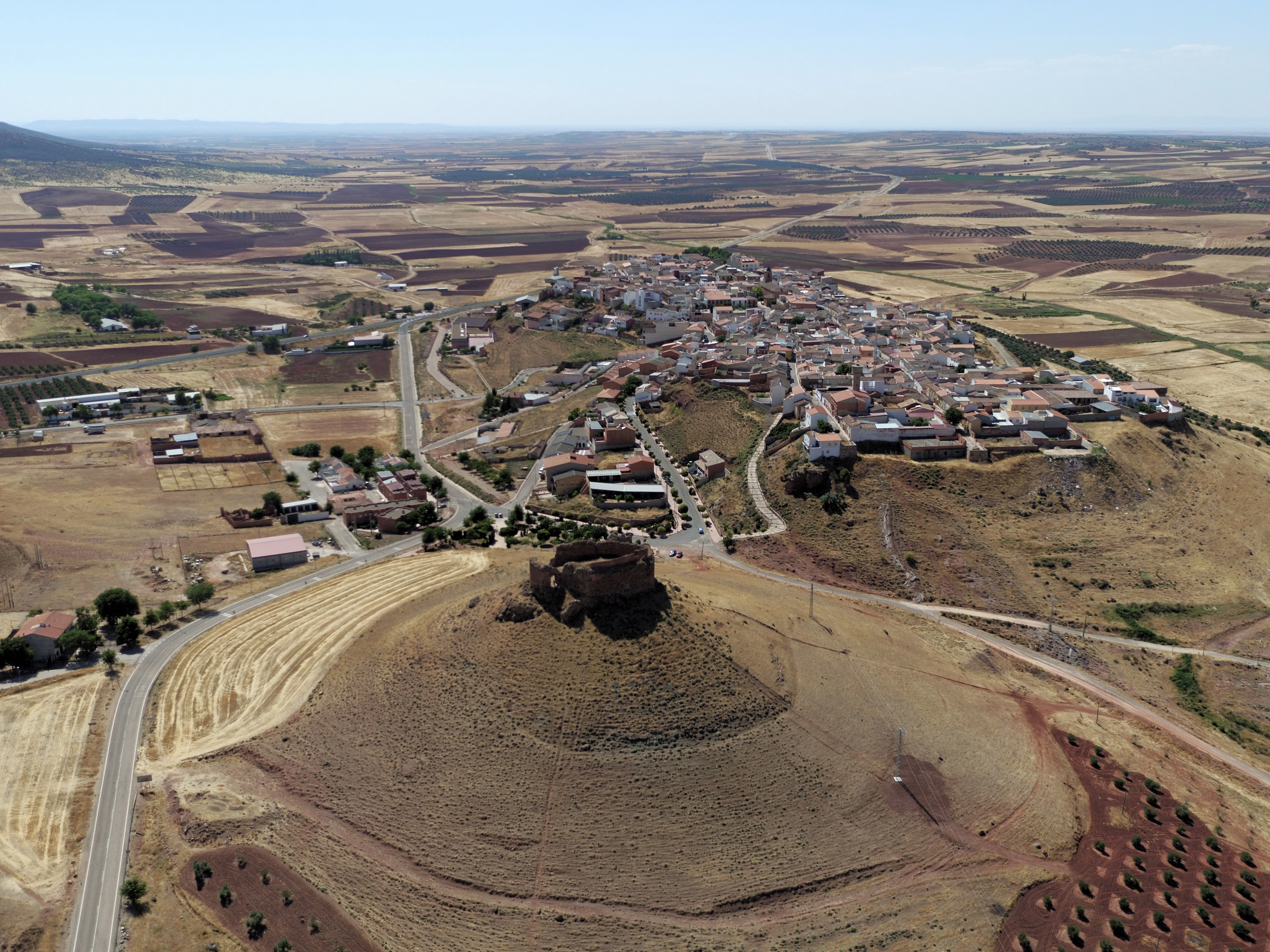
Vista aérea de la fortaleza

Situado al sur del pueblo del mismo nombre, el derruido castillo de Alhambra se alza sobre un pelado cerro, de forma troncocónica, a poco más de 800 metros de altura sobre el nivel del mar.
La planta de la fortaleza es ovalada, adaptada perfectamente a la cima de relieve, y por ello no precisaba de foso en su derredor, siendo un castillo de los que llaman «montanos». En concreto, son 14 lados que dan forma a un óvalo que mide, según el perímetro de sus murallas, alrededor de 100 metros.
Aislado por completo, careció inclusive de recinto externo o barbacana, aunque sí poseía un camino cubierto o protegido en su último tramo por un pequeño muro, que permitía su acceso en condiciones de protección. Este camino de acceso estaba pavimentado con grandes piedras, y es muy posible que ya en su inicio, casi a mitad de la ladera, tuviera una puerta de acceso, protegida por alguna torre o un par de cubos.

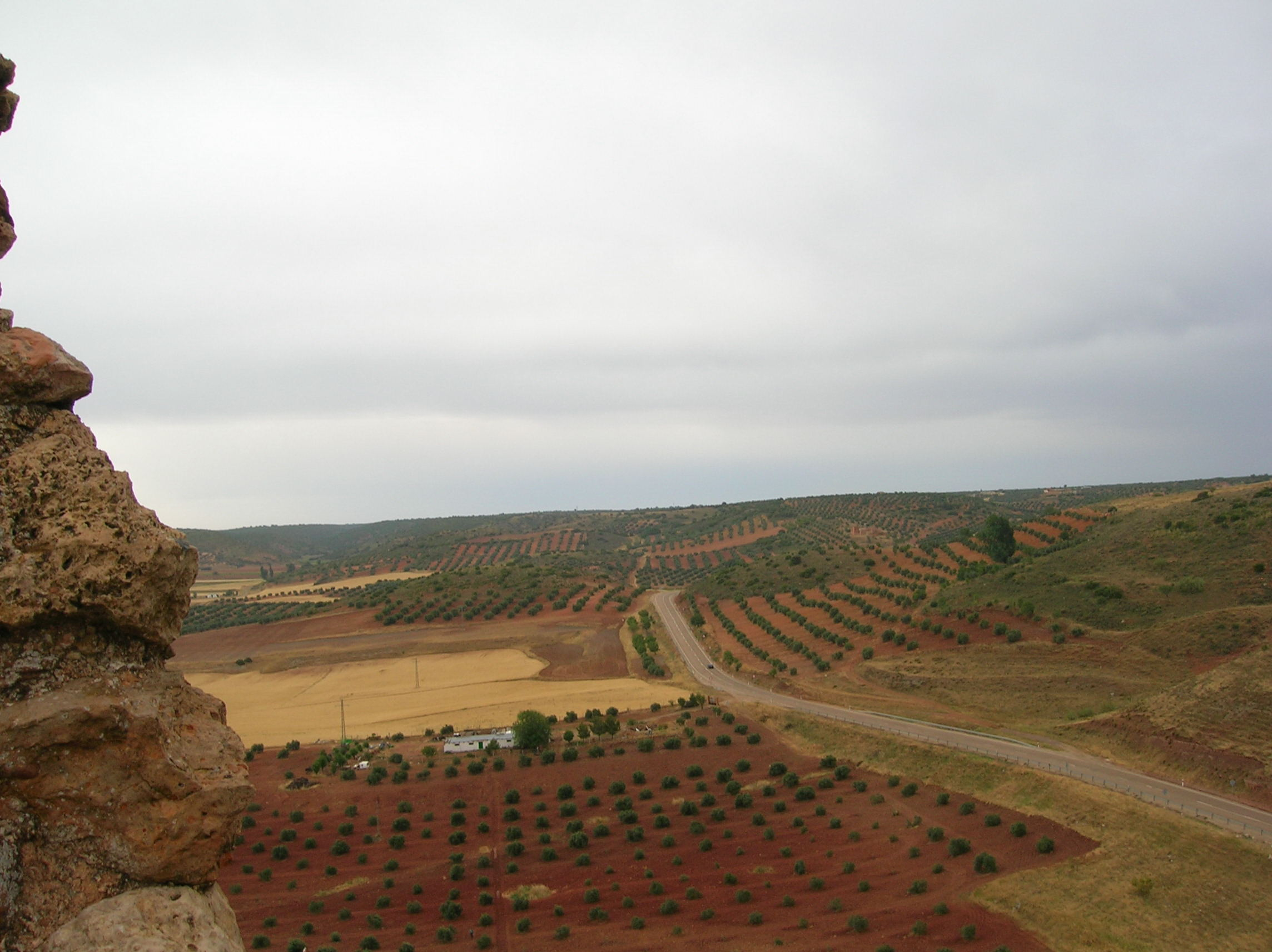
Vistas desde el castillo

A pesar de su actual situación de ruina y abandono, aún se mantiene en pie con todos sus paramentos. Está construido en piedra y en
cal y canto revestida de mampostería fina, con hiladas de piedras regulares, estando formado de catorce breves tramos de muralla, de un grosor que casi alcanza los dos metros, apareciendo a trechos ángulos que cortan la línea continua de sus cortinas, aunque en ningún caso aparecen cubos esquineros de refuerzo.
La puerta principal, en razonable estado de conservación y quizás el elemento más bello de la fortaleza de Alhambra, se abre en un recodo de la muralla, como reentrante en su homogéneo recorrido casi circular. Está construida con sillería muy cuidada, y presenta un arco apuntado entre dos fuertes torreones.
En el interior no queda ninguna estructura habitacional primitiva, habiendo estado a nivel del suelo bastante por debajo del actual, que se ha formado de derrumbes. Se aprecian todavía desde el exterior las múltiples saeteras que en todos los paredones se abrían, gozando esta arquitectura de Alhambra de una magnífica capacidad defensiva, no solo por lo atalayado de su posición, sino por lo que sus saeteras y adarves dominaban en un plano circunferencial.

## Conservación

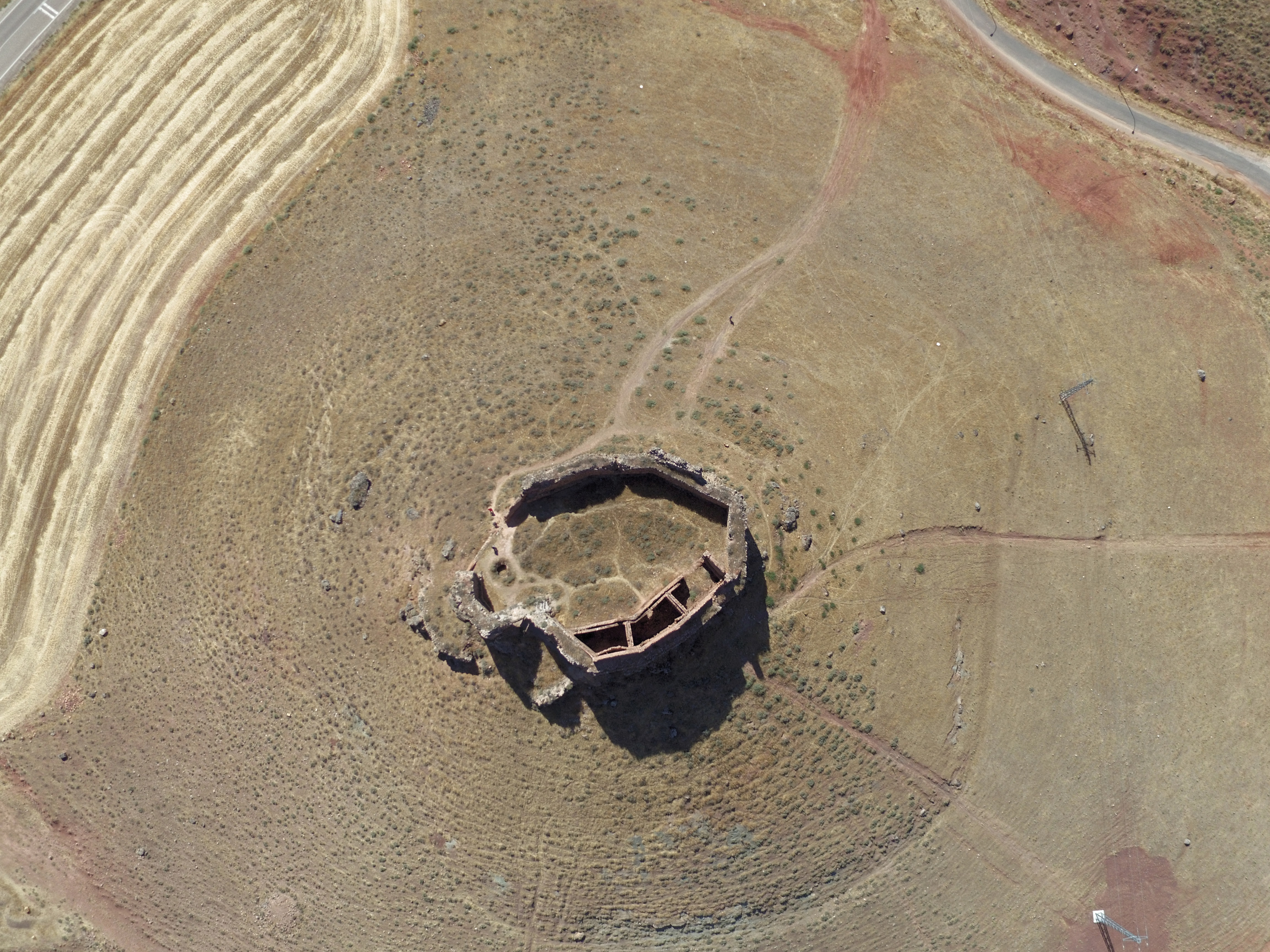
Vista cenital

A pesar de encontrarse bajo la protección de la Declaración genérica del Decreto de 22 de abril de 1949, y la Ley 16/1985 sobre el Patrimonio Histórico Español su estado es de ruina total. Se encuentra sumido en un proceso progresivo de deterioro por abandono.